# Daniel Juncadella
Daniel Juncadella Pérez-Sala (Barcelona; 7 de mayo de 1991), conocido como Dani Juncadella, es un piloto de automovilismo español. Desde 2013 hasta 2023 fue piloto del equipo Mercedes-AMG para gran turismos y desarrollo. En 2011 se convirtió en el primer español en obtener la victoria en el Gran Premio de Macao. En 2012 resultó campeón de la Fórmula 3 Euroseries y del Campeonato Europeo de Fórmula 3 de la FIA. Ha sido campeón del GT World Challenge Endurance y del Intercontinental GT Challenge en 2022, destacan sus victorias en las 24 Horas de Spa y las 8 Horas de Indianápolis de 2022, y en las 24 Horas de Daytona (clase GTD Pro) de 2023. Desde 2024 es piloto para Corvette Racing en el Campeonato Mundial de Resistencia de la FIA.
En 2014 fue tercer piloto de Force India en Fórmula 1, donde debutó en los entrenamientos libres del Gran Premio de Gran Bretaña, repitiendo en Italia y Brasil con el Force India VJM07.

## Trayectoria

### Inicios
Dani Juncadella empezó en el karting en 2004, finalizando 21º en la Copa de Campeones Junior, 32º en el Trofeo Andrea Margutti ICA en clase Junior y sexto en el Challenge Yamaha. En 2005 queda cuarto en el campeonato de España en la categoría Junior, por detrás de los pilotos Aleix Alcaraz, Roberto Merhi y Jordi Cunill; y en 2006 no consigue resultados destacados.
Empezó en los fórmulas en el Master Junior Fórmula de 2007, siendo apoyado por el Programa de Jóvenes Pilotos del Circuit de Catalunya, donde quedó subcampeón con 7 victorias y 359 puntos, perdiendo el campeonato con Isaac López por 9 puntos. Después de 6 carreras disputadas al final de la temporada de la Fórmula BMW ADAC en el año 2007, Dani se pasa a la Fórmula BMW Europa la temporada siguiente corriendo para la escudería EuroInternational como miembro del Equipo Júnior de Red Bull. Finalizó 4.º en el campeonato, consiguiendo 30 puntos, en 16 carreras, incluyendo 2 victorias en Hungaroring. Para la temporada siguiente continúa en el Eurointernational, finalizando subcampeón por detrás de su compañero de equipo Brasileño Felipe Nasr, consiguió una victoria en el Autodromo Nazionale di Monza. A pesar de finalizar todas las carreras en los puntos, no fue suficiente para mantener su apoyo desde el programa de Red Bull.

### Éxitos en la Fórmula 3

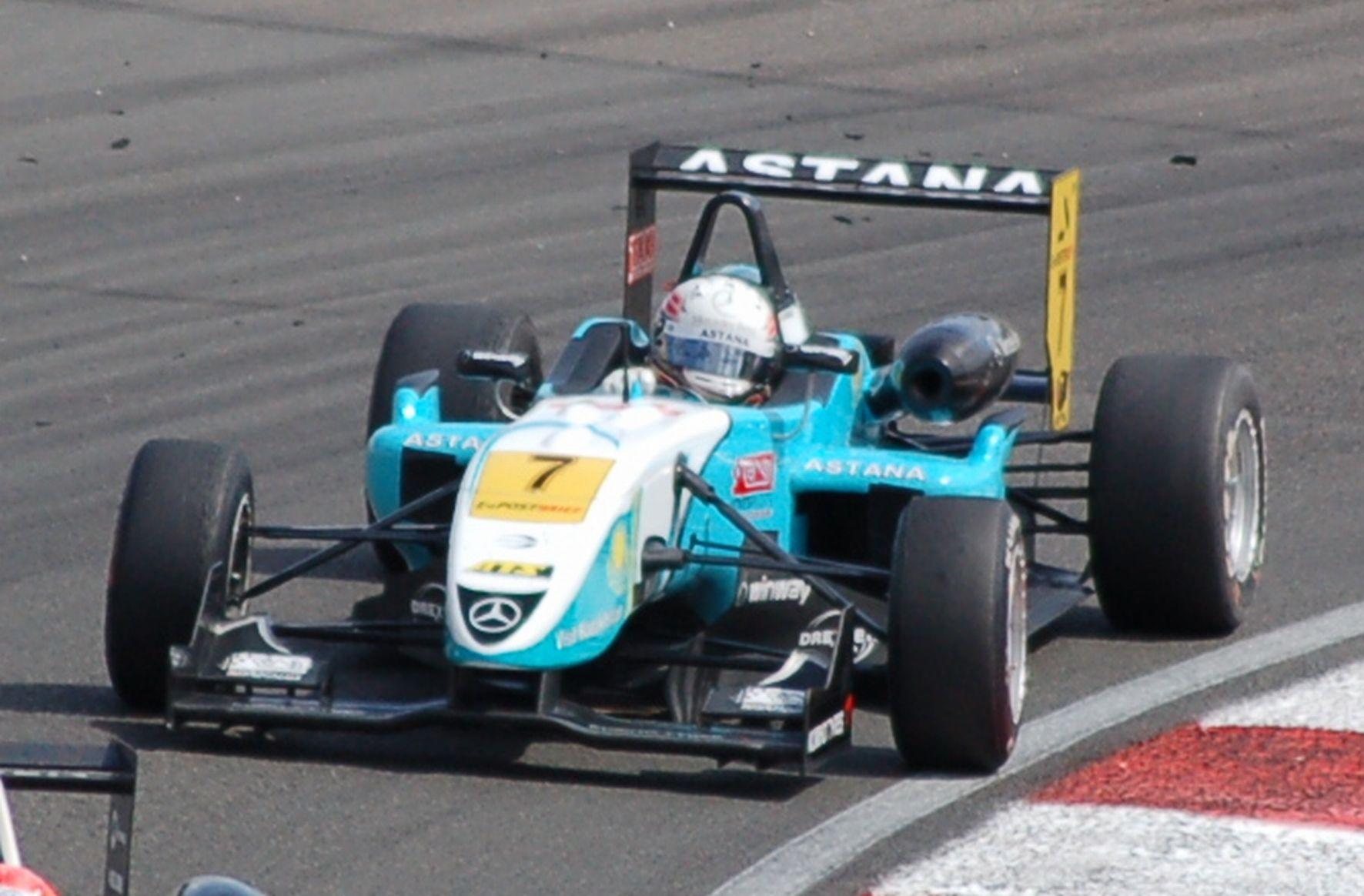
Juncadella en la Fórmula 3 Euroseries en Zandvoort (2012)

En 2010 sube a la Fórmula 3 Euroseries acompañando a Nicolas Marroc en el Prema Powerteam y patrocinado por el equipo ciclista Astana. En la primera cita en el Circuito Paul Ricard, Juncadella consiguió su primera pole position antes de finalizar 4.º en la primera carrera. Tras un podio en la segunda ronda, terminaría logrando su primera victoria en la última carrera de la temporada para finalizar octavo y segundo de entre los rookies por detrás de António Félix da Costa. Esa temporada también participaría parcialmente en la GP3 Series, logrando un podio y diez puntos.
En la temporada siguiente logra terminar tercero en el campeonato, a tan sólo 5 puntos del subcampeonato, pero lejos del campeón Roberto Merhi. A lo largo de la misma, logra terminar en el podio en casi la mitad de las carreras. A finales de año logra su primer gran hito, vencer el Gran Premio de Macao de Fórmula 3. En 2012 y a pesar de no ser un claro dominante durante la temporada, se proclama campeón de la categoría tras lograr cinco victorias con su Prema. Paralelamente y dado que la mayor parte de las rondas de esa temporada eran puntuables, también se proclama campeón del Campeonato Europeo de Fórmula 3 de la FIA, en un bonito duelo contra el que años más tarde sería su compañero: Raffaele Marciello.
Intentando repetir su triunfo, volvería al Gran Premio de Macao en 2015 donde no pudo empezar la carrera tras un accidente en la carrera calificatoria, y en 2016 donde terminó octavo.

### Fórmula 1

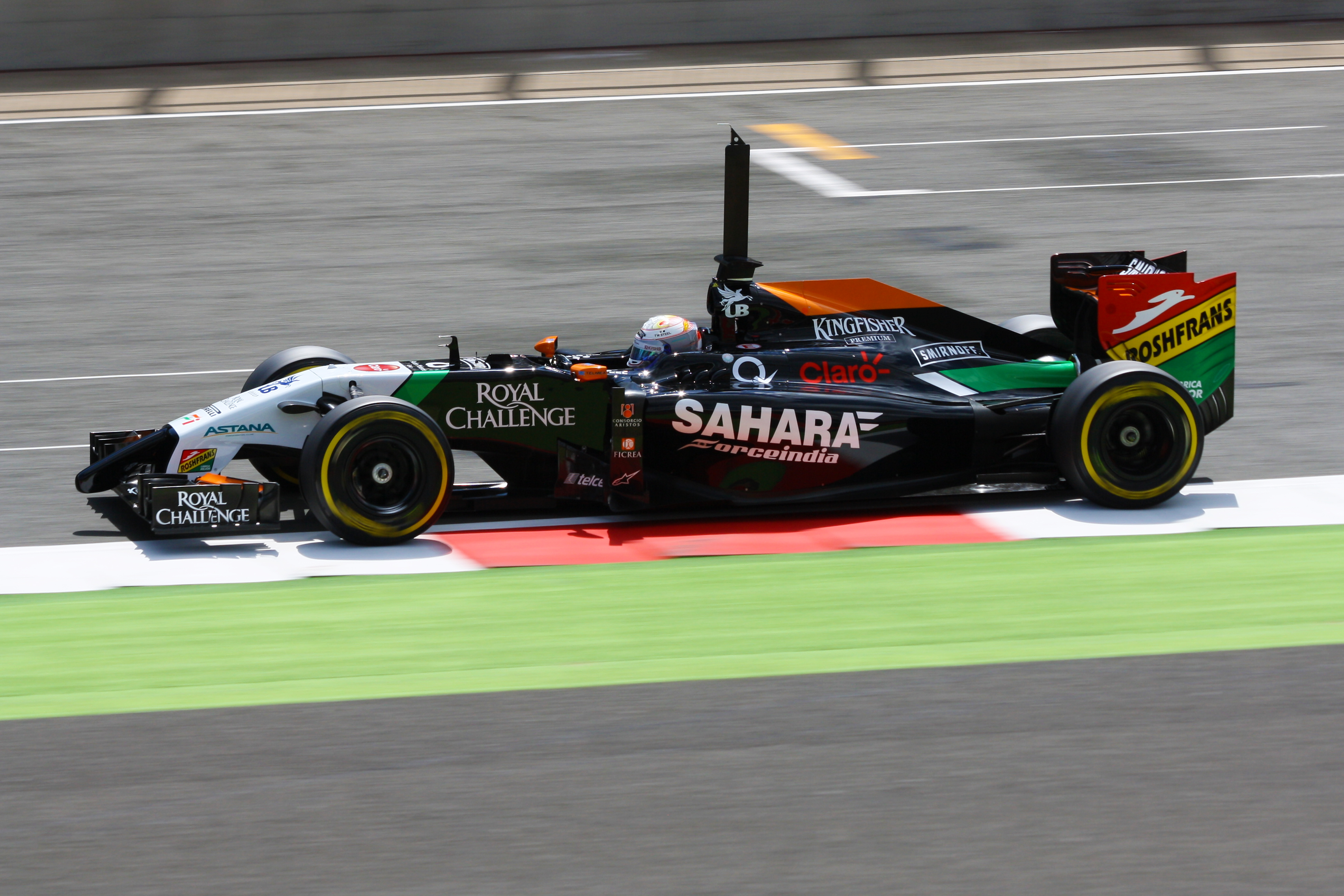
Dani Juncadella en 2014.

En 2008 y 2009 fue miembro del Equipo Júnior de Red Bull. Tras resultar campeón en la F3 Euroseries en 2012, y como premio por ello, consiguió ser el cuarto español en subirse en un Fórmula 1 de la Scuderia Ferrari por detrás de Alfonso de Portago, Marc Gené y Fernando Alonso en su momento, para realizar un test con el Ferrari F60 de 2009.
Durante 2014 y siguiendo con su programa en el DTM, fue tercer piloto del equipo Sahara Force India F1 Team, donde disputó 3 sesiones de libres de viernes durante la temporada y test privados. Tras esa aventura declaró que la escudería le había prometido más días en el coche de los que realmente tuvo.
En 2024 fue piloto de simulador para el equipo McLaren de Fórmula 1, temporada en que la escudería se hizo con el Campeonato Mundial de Constructores de Fórmula 1, título que no levantaba desde 1998. En 2025 firmó con el equipo Aston Martin y en febrero se volvió a subir a un Fórmula 1 con el AMR25 para unos test privados en el Circuito de Barcelona-Cataluña.

### Piloto oficial Mercedes (DTM)

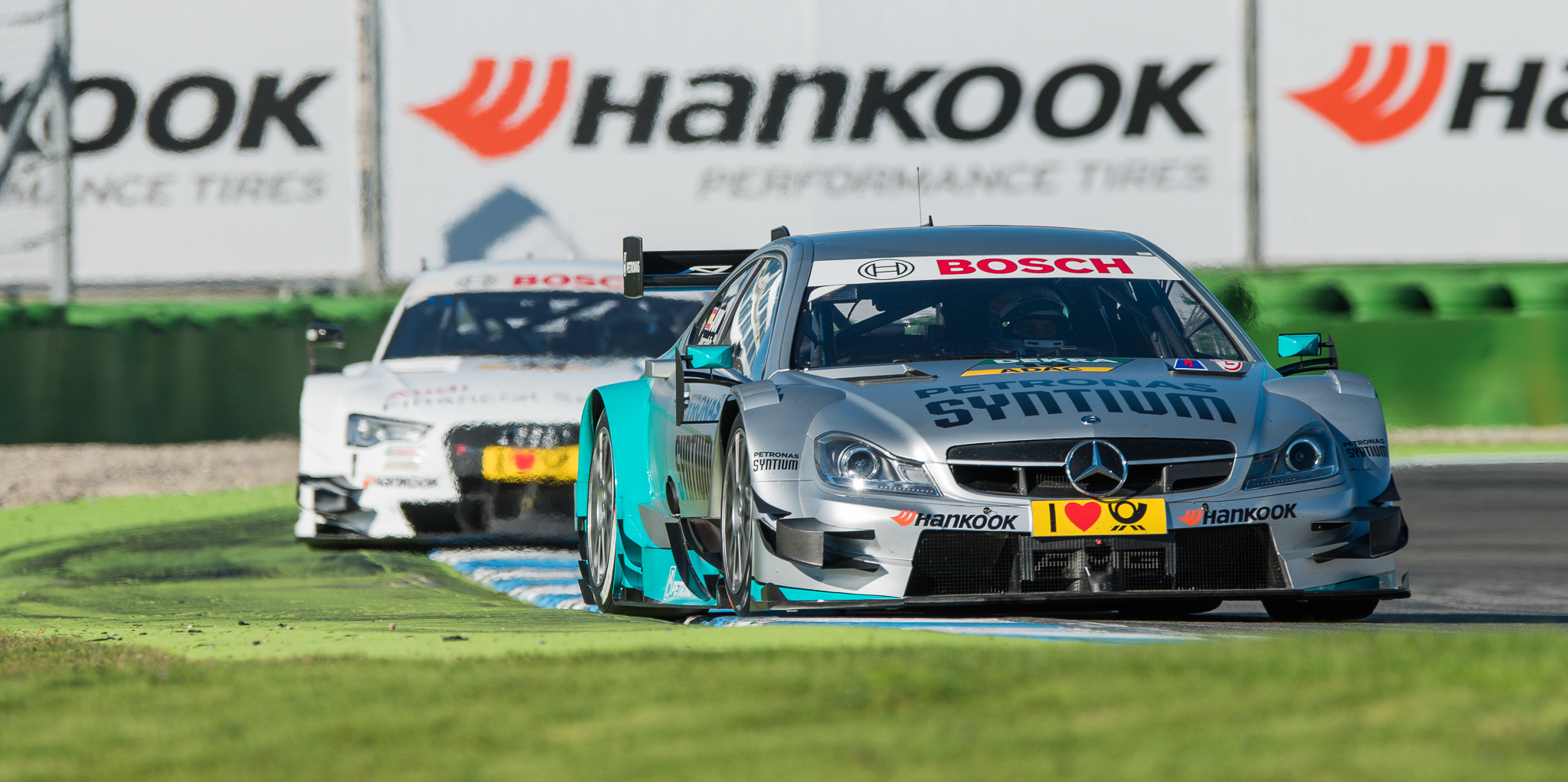
Juncadella en la Deutsche Tourenwagen Masters en Hockenheimring (2014)

Tras su éxito en la F3, Dani debuta en el DTM en 2013 como piloto oficial de Mercedes, demostrando ser un gran clasificador. Terminó su primera carrera decimosegundo, y consiguió puntuar en su cuarta carrera, al ser sexto. En la siguiente carrera consiguió una meritoria cuarta posición, pero no siguió una mejora progresiva el resto del año. Continuó los siguientes 3 años a tiempo completo con Mercedes en el DTM, pero sin conseguir resultados destacables y terminando decimoctavo, vigésimo y vigesimocuarto en el campeonato respectivamente.
En 2016 y después de unos primeros contactos con los GTs del equipo Black Falcon, en 2017 disputa la temporada entera de la Blancpain GT Series Sprint Cup junto el puertorriqueño Félix Serrallés quedando decimoquintos en el campeonato. En la Endurance, terminaría quinto y lograría su primera victoria en su circuito de casa, el Circuit de Catalunya. A finales del año en la carrera del FIA GT World Cup de Macao, Dani causó mucho revuelo al provocar una de las mayores montoneras vividas en el circuito.
En 2017 no tuvo competiciones con regularidad y tras centrarse en su programa de GTs, vuelve en 2018 otra vez con Mercedes. Pese a ser bastante rápido y lograr cuatro vueltas rápidas y tres pole positions durante la temporada, no se muestra nada sólido en las carreras, logrando sólo una victoria en Brands Hatch y otro podio en Norisring para terminar decimoquinto el campeonato. Tras disputar varias pruebas de resistencia en 2018, ninguna en 2019 y ser piloto de pruebas de Mercedes en la Fórmula E durante 2020; en 2021 volvía a las pruebas de resistencia GTs, logrando un destacado tercer puesto en las 24 Horas de Nürburgring, logro que repetiría también en 2022.

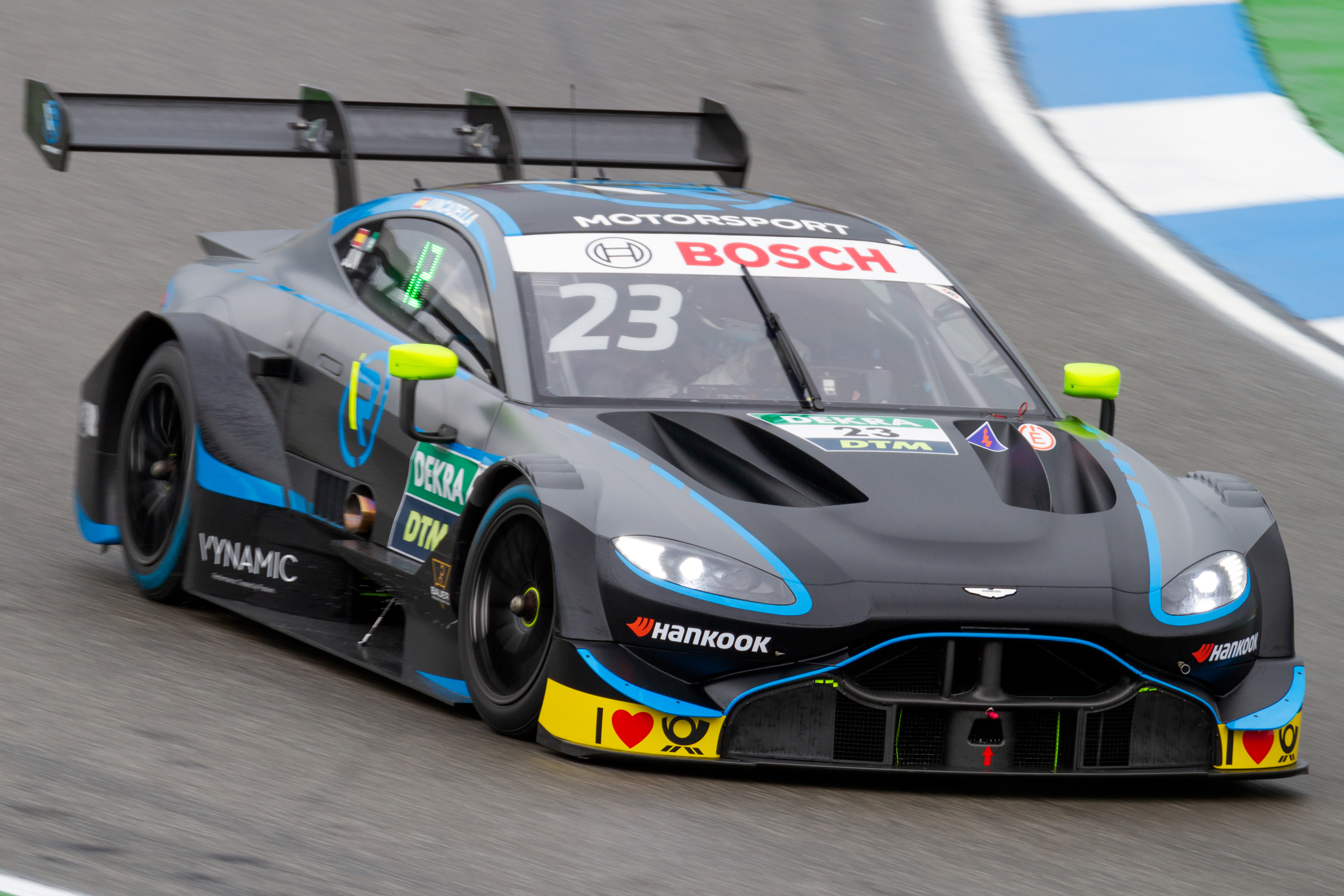
Juncadella con Aston Martin en el DTM (2019)

En 2019 y con el cambio de normativa se cambia al equipo oficial de Aston Martin, terminando decimocuarto el campeonato de nuevo sin resultados destacables. En 2021 y con el Mercedes-AMG GT3, volvería a disputar la temporada entera, logrando un segundo lugar en Nürburgring y 77 puntos para finalizar noveno el campeonato.

### Confirmación en GT’s y WEC

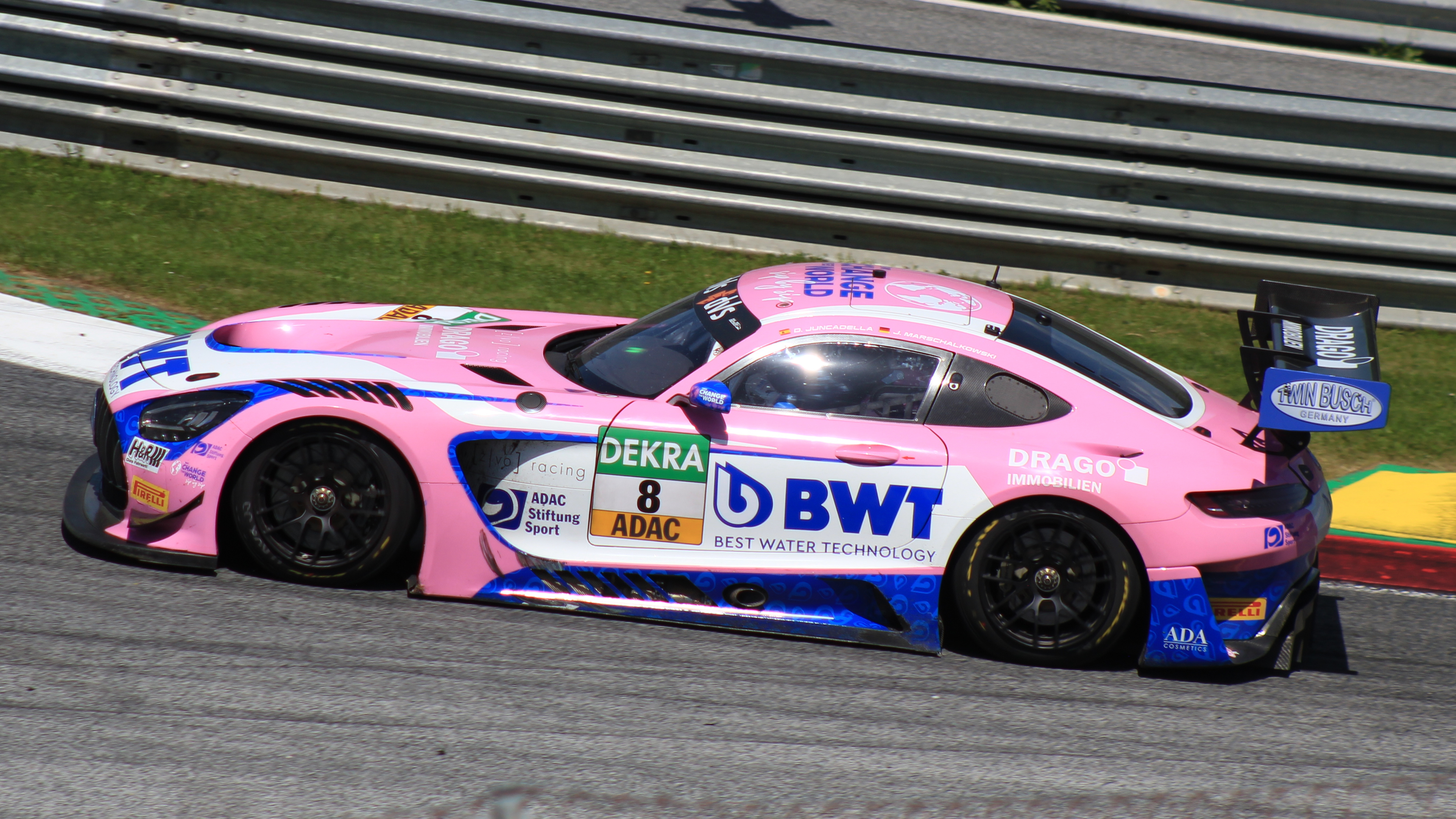
Pilotando el Mercedes GT3 del ADAC GT Masters 2022

En 2022 y con los GT a tiempo completo, compite en ISMA SportsCar Championship, el ADAC GT Masters y en el GT World Challenge Europe Endurance e Intercontinental GT Challenge donde se proclama doble campeón, destacando sus victorias en las 24 Horas de Spa y en las 8 Horas de Indianápolis y dos segundos puestos en las 12 Horas de Bathurst y en las 12 Horas de Sebring.
En 2023 compite en el IMSA SportsCar Championship de nuevo, esta vez realizando la temporada completa en la clase GTD Pro. Consigue 4 victorias, destacando las 24 Horas de Daytona y Petit Le Mans, y otros dos podios. Termina segundo en la clasificación general y se alza con la victoria en la Michelin Endurance Cup.
En 2024 sigue con Mercedes dentro de un programa reducido para disputar las 24 Horas de Nürburgring y las 24 Horas de Spa, ya que ficha por Corvette para disputar el WEC con TF Sport (permitiéndole su debut en las 24 Horas de Le Mans) y las pruebas más importantes de la IMSA. Durante esta temporada no logra ningún resultado destacado, más allá de un tercer puesto en las 8 Horas de Baréin y la medalla de bronce en los Motorsport Games de la FIA en la carrera de GT Sprint.
Desde octubre de dicho año está representado por A14 Management, la agencia de representación de Fernando Alonso.

## Legado familiar
Daniel es hijo de Javier Juncadella: piloto de rallyes, turismos y fórmulas durante los años 70, campeón de la primera temporada de la Fórmula 1800 en 1974. También es sobrino de los expilotos de Fórmula 1 y varias veces campeones de España de diferentes competencias Luis Pérez-Sala y Alex Soler-Roig, y del hermano de su padre José María Juncadella, piloto multidisciplinar de los años 60 y principios de los 70 dos veces Campeón de España de GTs y fundador de la Escudería Montjuich.

## Resumen de carrera
| Temporada | Categoría                                           | Equipo                                                                | Carreras          | Victorias         | Poles             | VR                | Podios            | Puntos            | Pos.              |
| --------- | --------------------------------------------------- | --------------------------------------------------------------------- | ----------------- | ----------------- | ----------------- | ----------------- | ----------------- | ----------------- | ----------------- |
| 2007      | Master Junior Fórmula                               | Javier Juncadella                                                     | 21                | 7                 | 0                 | 13                | 13                | 359               | 2.º               |
| 2007      | Fórmula BMW ADAC                                    | AM-Holzer Rennsport                                                   | 6                 | 0                 | 0                 | 0                 | 0                 | 86                | 23.º              |
| 2008      | Fórmula BMW Europa                                  | EuroInternational                                                     | 16                | 2                 | 4                 | 1                 | 5                 | 237               | 4.º               |
| 2008      | Fórmula BMW World Final                             | EuroInternational                                                     |                   |                   |                   |                   |                   |                   | 4.º               |
| 2008      | Fórmula BMW América                                 | EuroInternational Junior Team                                         | 6                 | 1                 | 0                 | 0                 | 3                 | Invitado          | Invitado          |
| 2009      | Fórmula BMW Europa                                  | EuroInternational                                                     | 16                | 1                 | 0                 | 0                 | 7                 | 288               | 2.º               |
| 2010      | Fórmula 3 Euroseries                                | Prema Powerteam                                                       | 6                 | 0                 | 1                 | 2                 | 1                 | 35                | 8.º               |
| 2010      | GP3 Series                                          | Tech 1 Racing                                                         | 10                | 0                 | 0                 | 0                 | 1                 | 10                | 14.º              |
| 2011      | Fórmula 3 Euroseries                                | Prema Powerteam                                                       | 27                | 5                 | 4                 | 2                 | 14                | 280               | 3.º               |
| 2011      | Gran Premio de Macao                                | Prema Powerteam                                                       |                   |                   |                   |                   |                   |                   | 1.º               |
| 2012      | Fórmula 3 Euroseries                                | Prema Powerteam                                                       | 24                | 5                 | 5                 | 6                 | 6                 | 240               | 1.º               |
| 2012      | Campeonato Europeo de Fórmula 3 de la FIA           | Prema Powerteam                                                       | 20                | 5                 | 5                 | 5                 | 5                 | 252               | 1.º               |
| 2012      | Gran Premio de Macao                                | Prema Powerteam                                                       |                   |                   |                   |                   |                   |                   | NF                |
| 2013      | Deutsche Tourenwagen Masters                        | Mücke Motorsport                                                      | 10                | 0                 | 0                 | 0                 | 0                 | 21                | 16.º              |
| 2014      | Deutsche Tourenwagen Masters                        | Mücke Motorsport                                                      | 10                | 0                 | 0                 | 0                 | 0                 | 22                | 18.º              |
| 2014      | Fórmula 1                                           | Sahara Force India Formula One Team                                   | Piloto de pruebas | Piloto de pruebas | Piloto de pruebas | Piloto de pruebas | Piloto de pruebas | Piloto de pruebas | Piloto de pruebas |
| 2015      | Deutsche Tourenwagen Masters                        | Mücke Motorsport                                                      | 18                | 0                 | 0                 | 0                 | 0                 | 26                | 20.º              |
| 2015      | Blancpain Endurance Series                          | Rowe Racing                                                           | 5                 | 0                 | 0                 | 0                 | 0                 | 42                | 9.º               |
| 2015      | Euroformula Open                                    | Emilio de Villota Motorsport                                          | 2                 | 0                 | 0                 | 0                 | 1                 | Invitado          | Invitado          |
| 2015      | Gran Premio de Macao                                | Fortec Motorsport                                                     |                   |                   |                   |                   |                   |                   | DNS               |
| 2016      | Deutsche Tourenwagen Masters                        | Mercedes-Benz DTM Team HWA I                                          | 18                | 0                 | 0                 | 2                 | 0                 | 6                 | 24.º              |
| 2016      | Campeonato Británico de GT                          | Black Falcon                                                          | 1                 | 0                 | 0                 | 0                 | 0                 | 18                | 16.º              |
| 2016      | Gran Premio de Macao                                | Hitech GP                                                             |                   |                   |                   |                   |                   |                   | 8.º               |
| 2017      | Blancpain GT Series Sprint Cup                      | AKKA ASP                                                              | 10                | 0                 | 0                 | 0                 | 0                 | 19                | 15.º              |
| 2017      | Blancpain GT Series Endurance Cup                   | AKKA ASP                                                              | 5                 | 1                 | 1                 | 0                 | 1                 | 41                | 6.º               |
| 2017      | Copa Mundial de GT de la FIA                        | Mercedes-AMG Team Driving Academy                                     |                   |                   |                   |                   |                   |                   | 8.º               |
| 2018      | Deutsche Tourenwagen Masters                        | Mercedes-AMG Motorsport REMUS                                         | 20                | 1                 | 3                 | 4                 | 2                 | 61                | 15.º              |
| 2018      | Blancpain GT Series Endurance Cup                   | Mercedes-AMG Team AKKA ASP                                            | 3                 | 0                 | 0                 | 0                 | 1                 | 33                | 12.º              |
| 2019      | Deutsche Tourenwagen Masters                        | R-Motorsport II                                                       | 18                | 0                 | 0                 | 0                 | 0                 | 23                | 14.º              |
| 2021      | Deutsche Tourenwagen Masters                        | Mercedes-AMG Team GruppeM Racing                                      | 16                | 0                 | 1                 | 0                 | 1                 | 77                | 9.º               |
| 2021      | GT World Challenge Europa Endurance Cup             | AKKA ASP Team                                                         | 3                 | 0                 | 1                 | 0                 | 1                 | 36                | 9.º               |
| 2022      | GT World Challenge Europe Endurance Cup             | AKKodis ASP Team                                                      | 5                 | 1                 | 1                 | 1                 | 3                 | 89                | 1.º               |
| 2022      | ADAC GT Masters                                     | Mercedes-AMG Team zvo / Team Landgraf                                 | 11                | 0                 | 1                 | 0                 | 3                 | 104               | 13.º              |
| 2022      | WeatherTech SportsCar Championship - GTD Pro        | WeatherTech Racing                                                    | 4                 | 0                 | 0                 | 2                 | 0                 | 809               | 13.º              |
| 2022      | WeatherTech SportsCar Championship - GTD            | Gilbert Korthoff Motorsports                                          | 2                 | 0                 | 0                 | 1                 | 1                 | 569               | 38.º              |
| 2022      | Intercontinental GT Challenge                       | Mercedes-AMG Team Craft-Bamboo/ AKKodis ASP/GruppeM Racing            | 4                 | 2                 | ?                 | ?                 | 3                 | 68                | 1.º               |
| 2022      | FIA Motorsport Games - GT Sprint                    | Team Spain                                                            |                   |                   |                   |                   |                   |                   | 9.º               |
| 2023      | IMSA SportsCar Championship - GTD Pro               | WeatherTech Racing                                                    | 11                | 4                 | 1                 | 2                 | 6                 | 3648              | 2.º               |
| 2023      | GT World Challenge Asia - GT3                       | Craft-Bamboo Racing                                                   | 8                 | 2                 | 2                 | 1                 | 3                 | 91                | 7.º               |
| 2023      | Nürburgring Langstrecken-Serie - SP9                | GetSpeed Performance                                                  | 1                 | 0                 | 0                 | 0                 | 0                 | 0                 | NC                |
| 2023      | Intercontinental GT Challenge                       | Mercedes-AMG Craft-Bamboo/GruppeM Racing                              | 3                 | 0                 | 0                 | 0                 | 1                 | 23                | 17.º              |
| 2023      | Copa Mundial de GT de la FIA                        | Mercedes-AMG Team Craft-Bamboo Racing                                 |                   |                   |                   |                   |                   |                   | 5.º               |
| 2024      | FIA WEC – LMGT3                                     | TF Sport                                                              | 8                 | 0                 | 0                 | 0                 | 1                 | 37                | 14.º              |
| 2024      | IMSA SportsCar Championship – GTD Pro               | Corvette Racing by Pratt Miller Motorsports                           | 3                 | 0                 | 0                 | 0                 | 0                 | 808               | 20.º              |
| 2024      | Nürburgring Langstrecken-Serie – SP9                | Mercedes-AMG Team Bilstein/Team HRT                                   | 3                 | 0                 | 2                 | 0                 | 0                 | 8                 | 30.º              |
| 2024      | Intercontinental GT Challenge                       | Mercedes-AMG Team Craft-Bamboo Racing/ Bilstein by HRT/GruppeM Racing | 3                 | 0                 | 0                 | 0                 | 1                 | 16                | 15.º              |
| 2024      | FIA Motorsport Games - GT Sprint                    | Team Spain                                                            |                   |                   |                   |                   |                   |                   | 3.º               |
| 2024      | Copa Mundial de GT de la FIA                        | Mercedes-AMG Craft-Bamboo Racing                                      |                   |                   |                   |                   |                   |                   | 10.º              |
| 2025      | IMSA SportsCar Championship - GTD Pro               | Corvette Racing by Pratt Miller Motorsports                           | Disputándose      | Disputándose      | Disputándose      | Disputándose      | Disputándose      | Disputándose      | Disputándose      |
| 2025      | Campeonato Mundial de Resistencia de la FIA - LMGT3 | TF Sport                                                              | Disputándose      | Disputándose      | Disputándose      | Disputándose      | Disputándose      | Disputándose      | Disputándose      |
| 2025      | European Le Mans Series - LMP2                      | IDEC Sport                                                            | Disputándose      | Disputándose      | Disputándose      | Disputándose      | Disputándose      | Disputándose      | Disputándose      |
| Fuente:   |                                                     |                                                                       |                   |                   |                   |                   |                   |                   |                   |

## Resultados

### GP3 Series
(Clave) (negrita indica pole position) (cursiva indica vuelta rápida puntuable)

| Año  | Escudería     | 1   | 1   | 2   | 2   | 3   | 3   | 4   | 4   | 5   | 5   | 6   | 6   | 7   | 7   | 8   | 8   | Pos. | Puntos | Ref.   |
| ---- | ------------- | --- | --- | --- | --- | --- | --- | --- | --- | --- | --- | --- | --- | --- | --- | --- | --- | ---- | ------ | ------ |
| 2010 | Tech 1 Racing | BAR | BAR | EST | EST | VAL | VAL | SIL | SIL | HOC | HOC | BUD | BUD | SPA | SPA | MNZ | MNZ | 14.º | 10     | [ 36 ] |
| 2010 | Tech 1 Racing | 11  | 11  |     |     |     |     | Ret | Ret | 8   | 2   |     |     | 5   | DSQ | 22  | Ret | 14.º | 10     | [ 36 ] |

### Fórmula 3 Euro Series
(Clave) (negrita indica pole position) (cursiva indica vuelta rápida)

| Año  | Equipo          | 1       | 2         | 3        | 4       | 5        | 6       | 7        | 8       | 9        | 10        | 11        | 12      | 13        | 14      | 15        | 16      | 17       | 18       | 19      | 20      | 21      | 22       | 23        | 24      | 25      | 26      | 27    | Pos. | Puntos |
| ---- | --------------- | ------- | --------- | -------- | ------- | -------- | ------- | -------- | ------- | -------- | --------- | --------- | ------- | --------- | ------- | --------- | ------- | -------- | -------- | ------- | ------- | ------- | -------- | --------- | ------- | ------- | ------- | ----- | ---- | ------ |
| 2010 | Prema Powerteam | LEC 1 4 | LEC 2 7   | HOC1 1 8 | HOC1 2  | VAL 1 9  | VAL 2 9 | NOR 1 10 | NOR 2 6 | NÜR 1 12 | NÜR 2 10  | ZAN 1 Ret | ZAN 2 9 | BRH 1 6   | BRH 2 3 | OSC 1 4   | OSC 2 6 | HOC2 1 8 | HOC2 2 1 |         |         |         |          |           |         |         |         |       | 8.º  | 35     |
| 2011 | Prema Powerteam | LEC 1 3 | LEC 2 3   | LEC 3 1  | HOC 1 6 | HOC 2 1  | HOC 3 4 | ZAN 1 5  | ZAN 2 7 | ZAN 3 12 | RBR 1 2   | RBR 2 6   | RBR 3 1 | NOR 1 Ret | NOR 2 3 | NOR 3 11  | NÜR 1 2 | NÜR 2 4  | NÜR 3 1  | SIL 1 3 | SIL 2   | SIL 3 8 | VAL 1 4  | VAL 2 3   | VAL 3 2 | HOC 1 7 | HOC 2 6 | HOC 3 | 3.º  | 280    |
| 2012 | Prema Powerteam | HOC 1   | HOC 2 Ret | HOC 3 1  | BRH 1 2 | BRH 2 12 | BRH 3 8 | RBR 1 7  | RBR 2 8 | RBR 3 1  | NOR 2 DSQ | NOR 2 11  | NOR 3 2 | NÜR 1     | NÜR 2 8 | NÜR 3 DSQ | ZAN 1 6 | ZAN 2    | ZAN 3 1  | VAL 1 2 | VAL 2 7 | VAL 3 2 | HOC 1 13 | HOC 2 Ret | HOC 3 4 |         |         |       | 1.º  | 240    |

| Año  | Escudería         | Q  | QR | Pos. |
| ---- | ----------------- | -- | -- | ---- |
| 2011 | Prema Powerteam   | 14 | 6  | 1    |
| 2012 | Prema Powerteam   | 3  | 5  | R    |
| 2015 | Fortec Motorsport | 2  | R  | DNS  |
| 2016 | Hitech GP         | 11 | 7  | 8    |

| Año  | Escudería       | SG | R  |
| ---- | --------------- | -- | -- |
| 2010 | Prema Powerteam | 12 | 16 |
| 2011 | Prema Powerteam | 2  | R  |
| 2012 | Prema Powerteam | 1  | 1  |

### Fórmula 1
(Clave) (negrita indica pole position) (cursiva indica vuelta rápida)

| Año     | Escudería                  | 1   | 2   | 3   | 4   | 5   | 6   | 7   | 8   | 9      | 10  | 11  | 12  | 13     | 14  | 15  | 16  | 17  | 18     | 19  | Pos. | Puntos |
| ------- | -------------------------- | --- | --- | --- | --- | --- | --- | --- | --- | ------ | --- | --- | --- | ------ | --- | --- | --- | --- | ------ | --- | ---- | ------ |
| 2014    | Sahara Force India F1 Team | AUS | MYS | BHR | CHN | ESP | MON | CAN | AUT | GBR TD | GER | HUN | BEL | ITA TD | SIN | JPN | RUS | USA | BRA TD | ABU |      |        |
| Fuente: |                            |     |     |     |     |     |     |     |     |        |     |     |     |        |     |     |     |     |        |     |      |        |

### DTM
(Clave) (negrita indica pole position) (cursiva indica vuelta rápida)

| Año     | Equipo                           | Automóvil                    | 1         | 2         | 3         | 4         | 5         | 6         | 7        | 8         | 9         | 10        | 11        | 12        | 13         | 14       | 15       | 16        | 17        | 18        | 19       | 20       | Pos. | Puntos |
| ------- | -------------------------------- | ---------------------------- | --------- | --------- | --------- | --------- | --------- | --------- | -------- | --------- | --------- | --------- | --------- | --------- | ---------- | -------- | -------- | --------- | --------- | --------- | -------- | -------- | ---- | ------ |
| 2013    | Mücke Motorsport                 | DTM AMG Mercedes C-Coupé     | HOC 12    | BRH 20    | SPL 13    | LAU 6     | NOR 4     | MSC 18    | NÜR Ret  | OSC 17    | ZAN 17    | HOC 10    |           |           |            |          |          |           |           |           |          |          | 16.º | 21     |
| 2014    | Mücke Motorsport                 | DTM AMG Mercedes C-Coupé     | HOC 19    | OSC Ret   | HUN 16    | NOR 13    | MSC 15    | SPL 15    | NÜR 5    | LAU 4     | ZAN 17    | HOC 21≠   |           |           |            |          |          |           |           |           |          |          | 18.º | 22     |
| 2015    | Mücke Motorsport                 | DTM AMG Mercedes C-Coupé     | HOC 1 Ret | HOC 2 15  | LAU 1 10  | LAU 2 6   | NOR 1 10  | NOR 2 8   | ZAN 1 16 | ZAN 2 Ret | SPL 1 11  | SPL 2 Ret | MSC 1 5   | MSC 2 13  | OSC 1 10   | OSC 2 15 | NÜR 1 17 | NÜR 2 10  | HOC 1 13  | HOC 2 12  |          |          | 20.º | 26     |
| 2016    | Mercedes-Benz DTM Team HWA I     | Mercedes-AMG C63 DTM         | HOC 1 Ret | HOC 2 16† | SPL 1 Ret | SPL 2 12  | LAU 1 18  | LAU 2 Ret | NOR 1 4  | NOR 2 DSQ | ZAN 1 8   | ZAN 2 12  | MSC 1 24  | MSC 2 12  | NÜR 1 17   | NÜR 2 9  | HUN 1 11 | HUN 2 DSQ | HOC 1 21  | HOC 2 Ret |          |          | 24.º | 6      |
| 2018    | Mercedes-AMG Motorsport REMUS    | Mercedes-AMG C63 DTM         | HOC 1 8   | HOC 2 18  | LAU 1 14  | LAU 2 12  | HUN 1 10  | HUN 2 11  | NOR 1 8  | NOR 2 3   | ZAN 1 16  | ZAN 2 12  | BRH 1     | BRH 2 9   | MIS 1 14†† | MIS 2 17 | NÜR 1 15 | NÜR 2 17† | SPL 1 14  | SPL 2 11  | HOC 1 14 | HOC 2 15 | 15.º | 61     |
| 2019    | R-Motorsport II                  | Aston Martin Vantage AMR DTM | HOC 1 9   | HOC 2 16  | ZOL 1 Ret | ZOL 2 Ret | MIS 1 13  | MIS 2 14  | NOR 1 6  | NOR 2 10  | ASS 1 Ret | ASS 2 7   | BRH 1 10  | BRH 2 8   | LAU 1 12   | LAU 2 12 | NÜR 1 10 | NÜR 2 12  | HOC 1 Ret | HOC 2 Ret |          |          | 14.º | 23     |
| 2021    | Mercedes-AMG Team GruppeM Racing | Mercedes-AMG GT3 Evo         | MNZ 1 5   | MNZ 2 11  | LAU 1 Ret | LAU 2 7   | ZOL 1 Ret | ZOL 2 12  | NÜR 1 8  | NÜR 2     | RBR 1 11  | RBR 2 12  | ASS 1 Ret | ASS 2 Ret | HOC 1 6    | HOC 2 5  | NOR 1 7  | NOR 2 5   |           |           |          |          | 9.º  | 77     |
| Fuente: |                                  |                              |           |           |           |           |           |           |          |           |           |           |           |           |            |          |          |           |           |           |          |          |      |        |

### GT World Challenge Europe
(Clave) (negrita indica pole position) (cursiva indica vuelta rápida)
| Año  | Escudería        | Automóvil            | 1   | 2   | 3   | 4   | 5   | 6    | 7   | 8   | 9   | 10  | Pos. | Puntos | Ref. |
| ---- | ---------------- | -------------------- | --- | --- | --- | --- | --- | ---- | --- | --- | --- | --- | ---- | ------ | ---- |
| 2021 | Team AKKA ASP    | Mercedes-AMG GT3 Evo | MNZ | MAG | LEC | ZAN | MIS | SPA  | BRH | NÜR | VAL | BAR | 19.º | 36     |      |
| 2021 | Team AKKA ASP    | Mercedes-AMG GT3 Evo | 2   |     | 6   |     |     | Ret. |     |     |     |     | 19.º | 36     |      |
| 2022 | AKKodis ASP Team | Mercedes-AMG GT3 Evo | IMO | BRH | MAG | LEC | ZAN | MIS  | SPA | HOC | VAL | BAR | 5.º  | 89     |      |
| 2022 | AKKodis ASP Team | Mercedes-AMG GT3 Evo | 2   |     |     | 2   |     |      | 1   | 40  |     | 5   | 5.º  | 89     |      |

### GT World Challenge Europe Endurance Cup
| Año  | Escudería           | Automóvil            | 1    | 2   | 3    | 4   | 5   | Pos. | Puntos | Ref.   |
| ---- | ------------------- | -------------------- | ---- | --- | ---- | --- | --- | ---- | ------ | ------ |
| 2021 | Team AKKA ASP       | Mercedes-AMG GT3 Evo | MNZ  | LEC | SPA  | NÜR | BAR | 9.º  | 36     |        |
| 2021 | Team AKKA ASP       | Mercedes-AMG GT3 Evo | 2    | 6   | Ret. |     |     | 9.º  | 36     |        |
| 2022 | AKKodis ASP Team    | Mercedes-AMG GT3 Evo | IMO  | LEC | SPA  | HOC | BAR | 1.º  | 89     | [ 40 ] |
| 2022 | AKKodis ASP Team    | Mercedes-AMG GT3 Evo | 2    | 2   | 1    | 40  | 5   | 1.º  | 89     | [ 40 ] |
| 2023 | Team GruppeM Racing | Mercedes-AMG GT3 Evo | MNZ  | LEC | SPA  | NÜR | BAR | 20.º | 7      |        |
| 2023 | Team GruppeM Racing | Mercedes-AMG GT3 Evo | Ret. |     |      |     |     | 20.º | 7      |        |

### 24 Horas de Daytona
| Año  | Equipo                            | Copilotos                                  | Automóvil                    | Clase   | Vueltas | Pos. | Pos. Clase |
| ---- | --------------------------------- | ------------------------------------------ | ---------------------------- | ------- | ------- | ---- | ---------- |
| 2018 | Jackie Chan DCR JOTA              | Robin Frijns Felix Rosenqvist Lance Stroll | Oreca 07-Gibson              | P       | 777     | 15.º | 11.º       |
| 2022 | WeatherTech Racing                | Maro Engel Jules Gounon Cooper MacNeil     | Mercedes-AMG GT3 Evo         | GTD Pro | 487     | NF   | NF         |
| 2023 | WeatherTech Racing                | Maro Engel Jules Gounon Cooper MacNeil     | Mercedes-AMG GT3 Evo         | GTD Pro | 729     | 17.º | 1.º        |
| 2024 | Corvette Racing by Pratt & Miller | Antonio García Alexander Sims              | Chevrolet Corvette Z06 GT3.R | GTD Pro | 726     | 30.º | 6.º        |
| 2025 | Corvette Racing by Pratt & Miller | Antonio García Alexander Sims              | Chevrolet Corvette Z06 GT3.R | GTD Pro | 723     | 18.º | 2.º        |

### 24 Horas de Spa-Francorchamps
| Año  | Equipo                           | Copilotos                                              | Automóvil                 | Clase  | Vueltas | Pos. | Pos. Clase |
| ---- | -------------------------------- | ------------------------------------------------------ | ------------------------- | ------ | ------- | ---- | ---------- |
| 2015 | Rowe Racing                      | Nico Bastian Stef Dusseldorp                           | Mercedes-Benz SLS AMG GT3 | Pro    | 511     | 16.º | 9.º        |
| 2016 | AMG - Team Black Falcon          | Oliver Morley Miguel Toril Abdulaziz bin Turki Al Saud | Mercedes-AMG GT3          | Pro-Am | 516     | 26.º | 9.º        |
| 2017 | AKKA ASP Team                    | Felix Serrallés Tristan Vautier                        | Mercedes-AMG GT3          | Pro    | 209     | NF   | NF         |
| 2018 | Mercedes-AMG Team                | Raffaele Marciello Tristan Vautier                     | Mercedes-AMG GT3          | Pro    | 510     | 6.º  | 6.º        |
| 2021 | Mercedes-AMG Team AKKA ASP       | Raffaele Marciello Jules Gounon                        | Mercedes-AMG GT3 Evo      | Pro    | 344     | NF   | NF         |
| 2022 | AMG Team AKKodis ASP             | Raffaele Marciello Jules Gounon                        | Mercedes-AMG GT3 Evo      | Pro    | 536     | 1.º  | 1.º        |
| 2023 | Mercedes-AMG Team GruppeM Racing | Maro Engel Mikaël Grenier                              | Mercedes-AMG GT3 Evo      | Pro    | 331     | NF   | NF         |
| 2024 | Mercedes-AMG Team GruppeM Racing | Ralf Aron Frederik Vesti                               | Mercedes-AMG GT3 Evo      | Pro    | 276     | NF   | NF         |

### 24 Horas de Nürburgring
| Año  | Equipo                            | Copilotos                                            | Automóvil                     | Clase        | Vueltas | Pos. | Pos. Clase |
| ---- | --------------------------------- | ---------------------------------------------------- | ----------------------------- | ------------ | ------- | ---- | ---------- |
| 2018 | Mercedes-AMG Team HTP Motorsport  | Dominik Baumann Edoardo Mortara Renger van der Zande | Mercedes-AMG GT3              | SP 9 FIA GT3 | 83      | NF   | NF         |
| 2020 | 10Q Racing Team Hauer & Zabel GbR | Sebastian Asch Kenneth Heyer Thomas Jäger            | Mercedes-AMG GT3 Evo          | SP 9 FIA GT3 | 77      | NF   | NF         |
| 2021 | Mercedes-AMG Team GetSpeed        | Maximilian Götz Raffaele Marciello Fabian Schiller   | Mercedes-AMG GT3 Evo          | SP 9 FIA GT3 | 59      | 3.º  | 3.º        |
| 2022 | Mercedes-AMG Team GetSpeed BWT    | Maro Engel Jules Gounon                              | Mercedes-AMG GT3 Evo          | SP 9 FIA GT3 | 159     | 3.º  | 3.º        |
| 2023 | Mercedes-AMG Team GetSpeed        | Maro Engel Jules Gounon                              | Mercedes-AMG GT3 Evo          | SP 9 Pro     | 49      | NF   | NF         |
| 2024 | Mercedes-AMG Team Bilstein by HRT | Maximilian Götz Arjun Maini Luca Stolz               | Mercedes-AMG GT3 Evo          | SP 9 FIA GT3 | 50      | 4.º  | 4.º        |
| 2025 | Red Bull Team Abt                 | Mirko Bortolotti Jordan Pepper                       | Lamborghini Huracán GT3 Evo 2 | SP 9 FIA GT3 | 126     | NF   | NF         |

### 12 Horas de Sebring
| Año  | Equipo                            | Copilotos                     | Automóvil                    | Clase   | Vueltas | Pos. | Pos. Clase |
| ---- | --------------------------------- | ----------------------------- | ---------------------------- | ------- | ------- | ---- | ---------- |
| 2022 | Gilbert Korthoff Motorsports      | Stevan McAleer Mike Skeen     | Mercedes-AMG GT3 Evo         | GTD     | 321     | 23.º | 2.º        |
| 2023 | WeatherTech Racing                | Maro Engel Jules Gounon       | Mercedes-AMG GT3 Evo         | GTD Pro | 303     | 19.º | 3.º        |
| 2024 | Corvette Racing by Pratt & Miller | Antonio García Alexander Sims | Chevrolet Corvette Z06 GT3.R | GTD Pro | 313     | DNF  | DNF        |
| 2025 | Corvette Racing by Pratt & Miller | Antonio García Alexander Sims | Chevrolet Corvette Z06 GT3.R | GTD Pro | 328     | 26.º | 7.º        |

### 12 Horas de Bathurst
| Año  | Equipo              | Copilotos                    | Automóvil            | Clase | Vueltas | Pos. | Pos. Clase |
| ---- | ------------------- | ---------------------------- | -------------------- | ----- | ------- | ---- | ---------- |
| 2022 | Craft-Bamboo Racing | Maro Engel Kevin Tse         | Mercedes-AMG GT3 Evo | APA   | 291     | 2.º  | 2.º        |
| 2023 | Craft-Bamboo Racing | Nick Catsburg Philip Ellis   | Mercedes-AMG GT3 Evo | P     | 321     | 8.º  | 7.º        |
| 2024 | Craft-Bamboo Racing | Maximilian Götz Jayden Ojeda | Mercedes-AMG GT3 Evo | P     | 223     | DNF  | DNF        |

### 8 Horas de Indianápolis
| Año  | Equipo                                | Copilotos                             | Automóvil            | Clase   | Vueltas | Pos. | Pos. Clase |
| ---- | ------------------------------------- | ------------------------------------- | -------------------- | ------- | ------- | ---- | ---------- |
| 2021 | Mercedes-AMG Team AKKA ASP            | Timur Boguslavskiy Raffaele Marciello | Audi R8 LMS Evo      | GT3 Pro | 265     | 2.º  | 2.º        |
| 2022 | Mercedes-AMG Team Craft-Bamboo Racing | Raffaele Marciello Daniel Morad       | Mercedes-AMG GT3 Evo | Pro     | 328     | 1.º  | 1.º        |
| 2023 | Mercedes-AMG Team Gruppe M Racing     | Maro Engel Luca Stolz                 | Mercedes-AMG GT3 Evo | Pro     | 332     | 3.º  | 3.º        |

### 24 Horas de Le Mans
| Año     | Equipo   | Copilotos                      | Automóvil                    | Clase | Vueltas | Pos. | Pos. Clase |
| ------- | -------- | ------------------------------ | ---------------------------- | ----- | ------- | ---- | ---------- |
| 2024    | TF Sport | Sébastien Baud Hiroshi Koizumi | Chevrolet Corvette Z06 GT3.R | LMGT3 | 278     | 38.º | 11.º       |
| 2025    | TF Sport | Jonny Edgar Ben Keating        | Chevrolet Corvette Z06 GT3.R | LMGT3 | 339     | 39.º | 7.º        |
| Fuente: |          |                                |                              |       |         |      |            |